# Nicolaus Wallerius
Nicolaus Wallerius, född 1628 i Vallerstads församling, Östergötland, död 2 augusti 1668 i Linköpings församling, Östergötlands län, var en svensk lektor i Linköping.

## Biografi
Nicolaus Wallerius föddes 1628 i Vallerstads församling. Han var son till prosten Johannes Wallerius i Vallerstads församling och Kerstin Holm. Wallerius blev i oktober 1650 student vid Uppsala universitet och prästvigdes 6 oktober 1665. Han blev 1665 rektor vid Linköpings trivialskola och 1666 filosofi (logices) lektor vid Linköpings gymnasium. Wallerius utnämndes 1668 till kyrkoherde i Vreta Klosters församling. Han avled före tillträde 2 augusti 1668 i Linköpings församling och begravdes 19 augusti samma år i Linköpings domkyrka.

### Familj
Wallerius gifte sig 1666 med Rebecka Daalhemius (död 1695). De fick tillsammans barnen professorn Nils Wallerius vid Kungliga akademien i Åbo och Christina Wallerius som var gift med konrektor N. Rydelius vid Linköpings trivialskola och kyrkoherden Johannes Hargelius i Västerviks församling. Efter Wallerius död gifte Daalhemius om sig med kyrkoherden Swen Sithelius i Vreta klosters församling och kyrkoherden Zacharias Reuserus i Vreta klosters församling.